# William Oughtred
William Oughtred, angleški astronom, matematik in škofovski minister, * 5. marec 1575, Eton, grofija Buckinghamshire, Anglija, † 30. junij 1660, Albury, Surrey.

## Življenje in delo
Leta 1622 je Oughtred po Napierjevi zamisli računskih palic sestavil logaritemsko računalo. Leta 1631 je uvedel znak {\displaystyle \times } za oznako zmnožka. Uvedel je tudi okrajšavi »sin« za sinus in »cos« za kosinus. Leta 1647 je uporabil oznako {\displaystyle d/\pi } za razmerje med premerom in obsegom kroga.
Študiral je na Kraljevem kolidžu (King's College) v Cambridgeu in postal njegov član. Posvetili so ga v duhovnika in je okoli leta 1603 zapustil univerzo.
Okoli leta 1628 ga je tedanji Arundelski grof zadolžil učiti matematike svojega sina.
Oughtred si je dopisoval o matematičnih temah z nekaterimi najuglednejšimi učenjaki tedanjega časa. Njegova hiša je bila v splošnem polna učencev iz vseh logov.
Menda je umrl zaradi prevelikega navdušenja nad novico o glasovanju v Westminstru za obnovitev vladanja Karla II.
Med drugimi matematičnimi deli je objavil Clavis Mathematicae (Ključ do matematike, The Key to Mathematics), (1631); razpravo o navigaciji Sorazmerni krogi (Circles of Proportion), (1632); dela iz trigonometrije in o sončnih urah. Leta 1676 je po smrti izšlo njegovo delo Opuscula Mathematica.